# Championnats du monde de semi-marathon 1997
Les 6e Championnats du monde de semi-marathon ont eu lieu le 4 octobre 1997 à Košice, en Slovaquie. 228 athlètes issus de 45 nations ont participé à l'évènement.

## Résultats

### Hommes
| Épreuves            | Or                                                                | Argent                                                                  | Bronze                                                             |
| Course individuelle | Shem Kororia 59 min 56 CR                                         | Moses Tanui 59 min 58                                                   | Kenneth Cheruiyot 1 h 00 min 00                                    |
| Par équipes         | Kenya Shem Kororia Moses Tanui Kenneth Cheruiyot 2 h 59 min 54 CR | Afrique du Sud Hendrick Ramaala Gert Thys Makhosonke Fika 3 h 03 min 34 | Éthiopie Abraham Assefa Lemma Alemayehu Tesfaye Tola 3 h 03 min 46 |

### Femmes
| Épreuves            | Or                                                               | Argent                                                            | Bronze                                                      |
| Course individuelle | Tegla Loroupe 1 h 08 min 14 CR                                   | Cristina Pomacu 1 h 08 min 43                                     | Lidia Simon 1 h 09 min 05                                   |
| Par équipes         | Roumanie Cristina Pomacu Lidia Simon Nuta Olaru 3 h 27 min 40 CR | Kenya Tegla Loroupe Joyce Chepchumba Delilah Asiago 3 h 27 min 57 | Japon Mari Sotani Noriko Geji Hiromi Katayama 3 h 31 min 38 |

## Tableau des médailles
| Rang | Nation | Or | Argent | Bronze | Total |
| ---- | ------ | -- | ------ | ------ | ----- |